# Javier Carriqueo
Javier Carriqueo (n. San Martín de los Andes, Argentina; 29 de mayo de 1979) es un atleta argentino especialista en pruebas de fondo y medio fondo. Posee una mejor marca en la prueba de 1500 metros lisos de 3min 38seg 62cs  establecida el 25 de julio de 2007, en Río de Janeiro, y en la prueba de 5000 metros lisos de 13min 40seg 26cs establecida el 23 de mayo de 2007 en Barcelona. Becado por la Secretaría de Deportes de la Nación.

## Palmarés
| Año  | Competición                            | Ciudad                 | Clasificación | Disciplina |
| ---- | -------------------------------------- | ---------------------- | ------------- | ---------- |
| 2007 | Juegos Panamericanos                   | Río de Janeiro, Brasil | 4.º           | 1500 m     |
| 2006 | Juegos Iberoamericanos                 | Ponce, Puerto Rico     | 7.º           | 1500 m     |
| 2007 | Campeonatos Suramericanos de Atletismo | Río de Janeiro, Brasil | 2.º           | 5000 m     |